# Pawel Angelow
Pawel Rusinow Angelow (* 17. September 1991 in Krumowgrad) ist ein bulgarischer Rennrodler.

## Junioren
Pawel Angelow debütierte bei den Juniorenweltmeisterschaften 2009 in Nagano bei internationalen Meisterschaften und belegte den 32. Platz, einzig die zwei Taiwanesen platzierten sich hinter ihm. Direkt vor ihm kam sein Landsmann Stanislaw Benjow ein, mit dem er in den nächsten Jahren häufig um bulgarische Startplätzen kämpfen sollte, der aber auch zeitweise sein Doppelpartner war. Im Jahr darauf wurde er in Igls 36. im Einsitzer sowie mit Benjow 17. im Doppelsitzer.

## Männer
Bei den Männern debütierte Angelow in der Saison 2011/12 im Weltcup. In St. Moritz konnte er sich erstmals für das Weltcuprennen qualifizieren und wurde dort 28. Mit weiteren über Nationencuprennen gewonnener Punkte wurde er mit 31 Punkten Elfter der Gesamtwertung, mit seinem Doppelpartner Kiril Kirilow mit elf Punkten aus Nationencuprennen 35. und damit Letzter der Doppelsitzer-Weltcupwertung. 2012/13 gelang es Angelow nicht, sich für den Weltcup zu qualifizieren, doch erfuhr er erneut sieben Weltcup-Punkte über Nationencuprennen und wurde am Ende in der Gesamtwertung mit Anton Dukatsch und Riks Rozītis geteilter 55. Dennoch konnte er in Whistler erstmals an Weltmeisterschaften teilnehmen. Bei den Welttitelkämpfen in Kanada belegte der Bulgare im Einsitzer-Rennen den 36. Platz, in der separaten U-23-Wertung wurde er Neunter. In der Olympiasaison 2013/14 gelang Angelow erneut keine Qualifikation über den Nationencup für die Weltcup-Hauptrennen, mit erneut sieben Punkten wurde er erneut 55., dieses Mal geteilt mit Alexander Ferlazzo und Shiva Keshavan. Stanislaw Benjow hatte einen Punkt mehr erreicht und fuhr somit zu den Olympischen Winterspielen 2014 nach Sotschi.

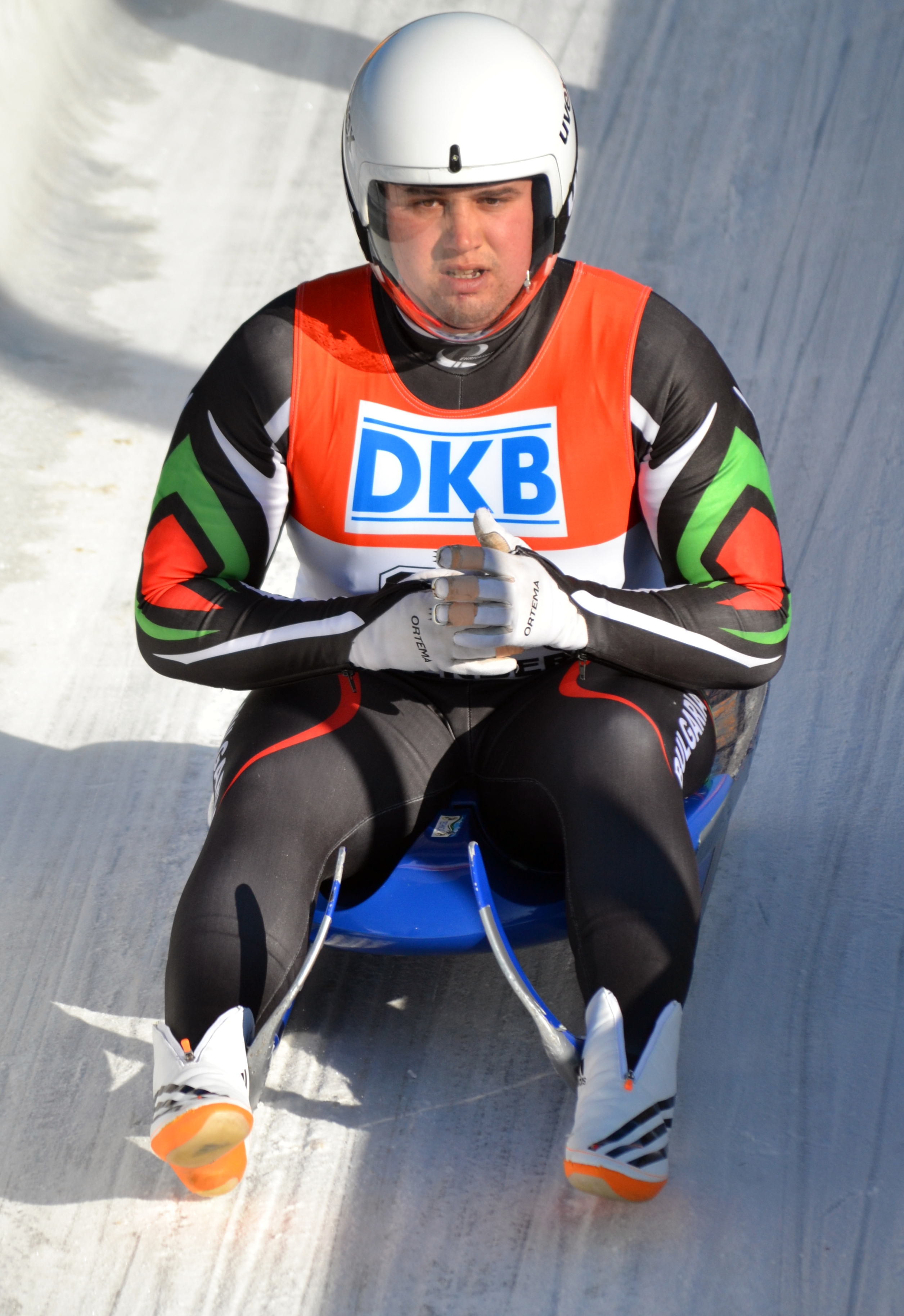
Angelow im Ziel beim Nationencuprennen im Februar 2015 in Altenberg

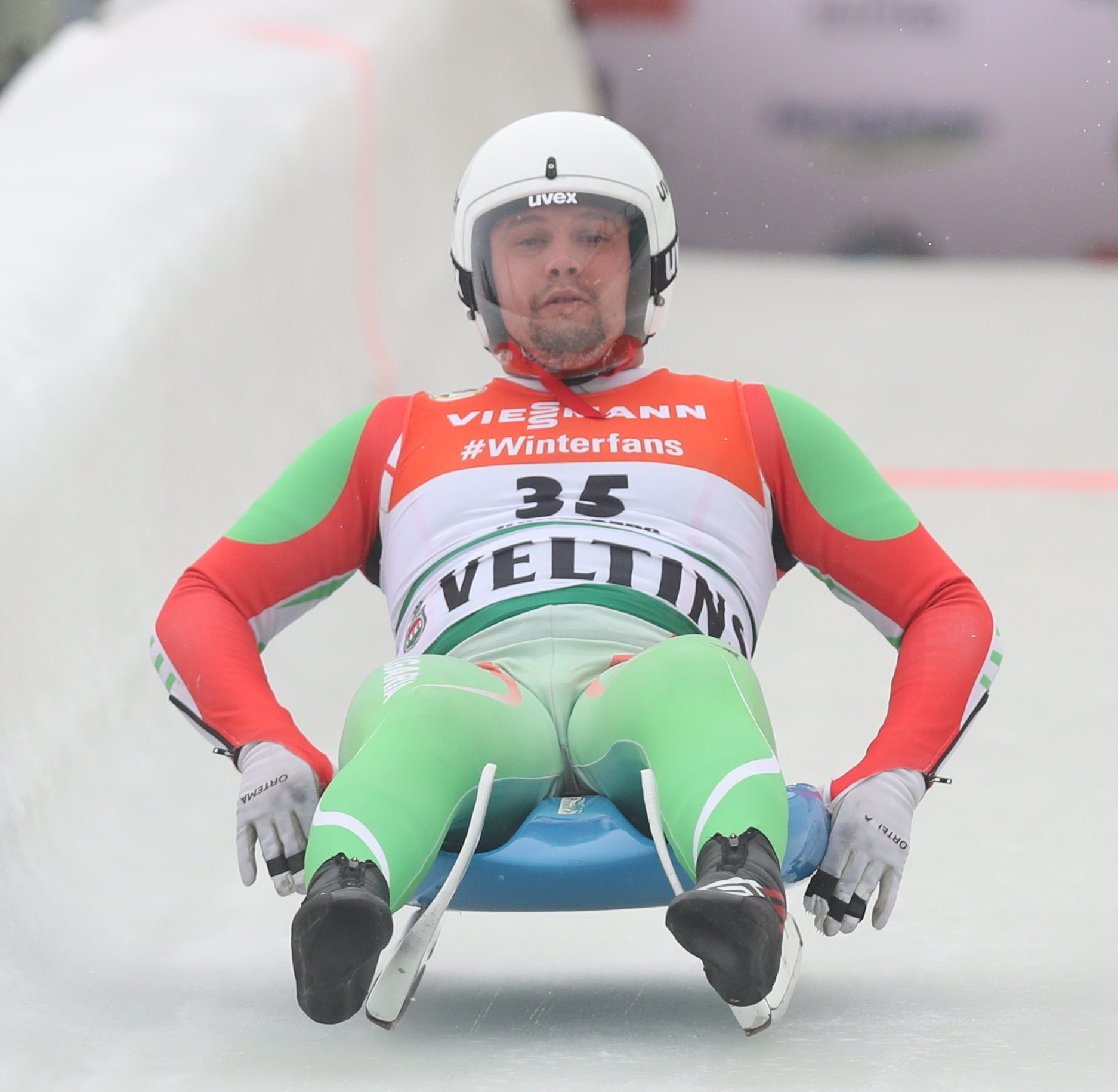
Angelow am Start bei den Weltmeisterschaften 2019

Die nacholympische Saison 2014/15 wurde weitaus erfolgreicher für Angelow als alle zuvor. Er konnte sich für vier der neun Weltcuprennen qualifizieren. Zunächst wurde er 26. in Lake Placid danach 30. in Oberhof und 29. in Lillehammer. Es folgten die Weltmeisterschaften 2015 in Sigulda, bei denen Angelow 31. wurde. In Altenberg wurde er schließlich 28. des Weltcuprennens. In der Weltcup-Gesamtwertung belegte er den 39. Platz. Nicht ganz so gut verlief die Saison 2015/16. Angelow konnte sich nur in Lake Placid, wo er 31. und in Calgary, wo er 30. wurde für die Weltcuprennen qualifizieren und profitierte dabei auch von der bei diesen Rennen geringeren Zahl an europäischen Startern. In der Gesamtwertung wurde er mit 46 Punkten 43. Bei den Weltmeisterschaften 2016 am Königssee wurde er zudem 34.
Die Saison 2016/17 wurde noch schwächer, Angelow konnte sich wieder für keines der Hauptrennen im Weltcup qualifizieren, seine Punkte für den 47. Rang in der Gesamtwertung erlangte er einzig über die Nationencuprennen. Bei den Europameisterschaften 2017 am Königssee belegte er den 28. Platz, die Weltmeisterschaften 2017 in Igls beendete er nach groben Fahrfehlern auf dem 50. und letzten Platz. Auch 2017/18 gelang Angelow in keinem Nationencuprennen die Qualifikation für die eigentlichen Weltcuprennen. Hier war ein 22. Platz in Lillehammer und damit ein knapp verpasstes Hauptrennen das beste Resultat. Dennoch reichten die 16 erfahrenen Punkte für Platz 46 unter 75 Rodlern. Zudem qualifizierte er sich für die Olympischen Winterspiele 2018 von Pyeongchang. Er fuhr drei einigermaßen gleichmäßige Läufe ohne gröbere Fehler. Nach dem ersten Durchgang lag er auf dem 37. Platz, im zweiten Durchgang fuhr er die 36. Zeit und im dritten Durchgang fuhr er die 39. Zeit. Damit war er nach drei Läufen 37. und qualifizierte sich nicht für den vierten und letzten Durchgang der besten 20 und war auch in der Endwertung 37.
Die nacholympische Saison 2018/19 verlief wieder etwas besser, was allerdings auch daran lag, dass die erste Saison nach Olympischen Spielen dem Neuaufbau von Sportlern dient und viele Nationen nach den Anstrengungen bei Olympischen Spielen weniger oder nicht am teuren Weltcup teilnehmen. Für den Weltcup konnte Angelow sich einmal, beim schweren aber vergleichsweise schwach besetzten Rennen von Sigulda als 19. des Nationencup-Rennens qualifizieren. Das Rennen beendete er als 30., in der Gesamtwertung des Weltcups wurde er mit 37 Punkten 39. Auch bei den Weltmeisterschaften 2019 wurde er in Winterberg 30. 2019/20 trat Angelow nur bei vier Rennen an, zum Saisonstart in Igls und bei den drei letzten Saisonrennen in Deutschland. Zum Auftakt verpasste er als 26. des Nationencup ebenso wie als 23. in Oberhof das Hauptrennen. Aufgrund der widrigen Umstände beim vorletzten Rennen in Winterberg, als wetterbedingt die Bahn in einem schlechten Zustand war und unter anderem die Teams aus Österreich und den USA, aber auch die deutschen Doppelsitzer nicht an den Start gingen, schaffte der Bulgare es als 18. ohne Probleme den Sprung in das Hauptrennen. Dort stürzte er wie zwei weitere Starter und kam nicht ins Ziel. Mit 11 Punkten war er am Ende 49. der Gesamtwertung.

## Trainer

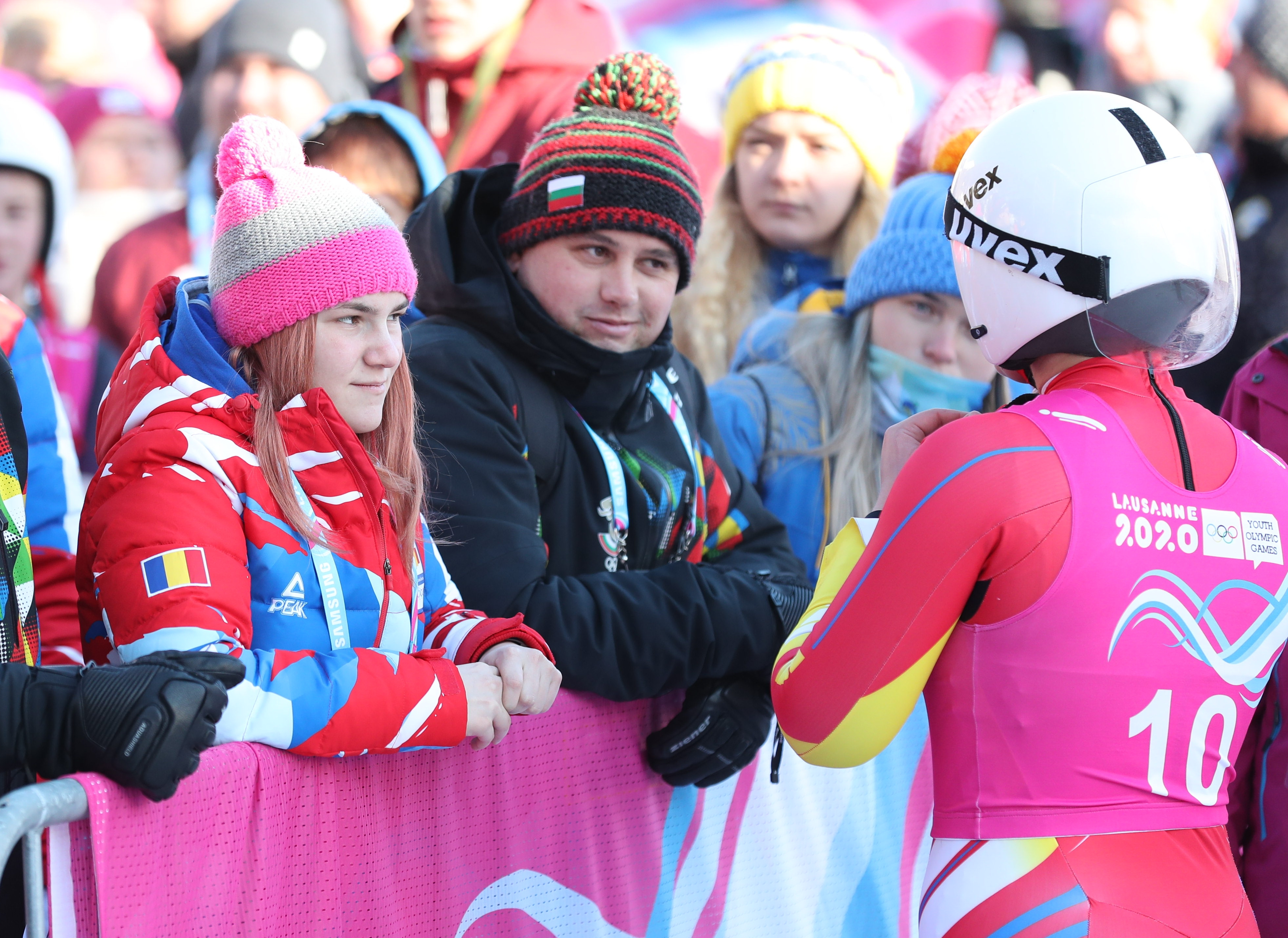
Angelow als Trainer bei den Olympischen Jugendspielen

Angelow ist als Trainer für den Nachwuchs des bulgarischen Rennrodelverbandes zuständig und betreut diese vom Juniorenweltcup bis zu internationalen Meisterschaften. So war er bei den Olympischen Winter-Jugendspielen in St. Moritz aktiv.